# فرودگاه بین‌المللی نینوی آکوئینو

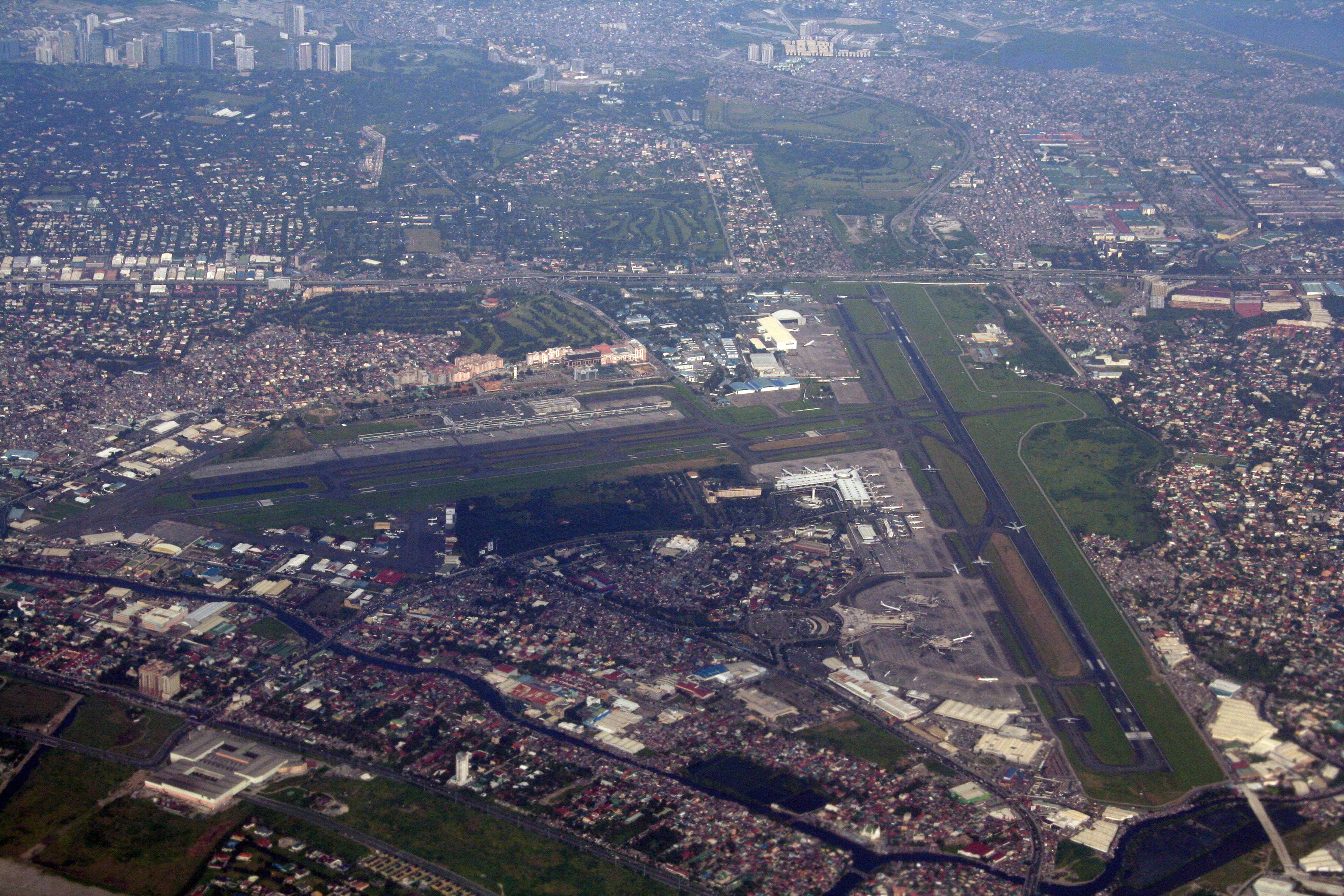
فرودگاه نینوی آکوئینو از نمای بالا

فرودگاه بین‌المللی نینوی آکوئینو (به انگلیسی: Ninoy Aquino International Airport) (به زبان بومی: Paliparang Pandaigdig ng Ninoy Aquino) یک فرودگاه همگانی مسافربری با کد یاتا MNL است که یک باند فرود آسفالت دارد و طول باند آن ۳۷۳۷ متر است. این فرودگاه در شهر مانیل کشور فیلیپین قرار دارد و در ارتفاع ۲۳ متری از سطح دریا واقع شده است.